# Marble Arch (metrostation)
Marble Arch is een station van de metro van Londen aan de Central Line. Het station, dat in 1900 is geopend, ligt nabij Oxford Street en Hyde Park.

## Geschiedenis
Het station werd op 30 juni 1900 geopend als onderdeel van het initiële deel van de Central London Railway (CLR), de latere Central Line. Het stationsgebouw op de hoek van Quebec Street en Oxford Street werd destijds ontworpen door architect Harry Bell Measures die, zoals voor de Eerste Wereldoorlog gebruikelijk, liften plaatste voor het vervoer van reizigers tussen stationshal en perron. 
In het interbellum werden, om de reizigersstromen beter te kunnen verwerken, meerdere metrostations in de binnenstad, waaronder Marble Arch, omgebouwd waarbij liften door roltrappen vervangen werden. Omdat de perrons ondergronds niet verplaatst kunnen worden en roltrappen schuin lopen werd een nieuwe ondergrondse verdeelhal, verder naar het westen, gebouwd. De ombouw was op 15 augustus 1932 gereed, waarna het oorspronkelijke stationsgebouw werd afgebroken. 

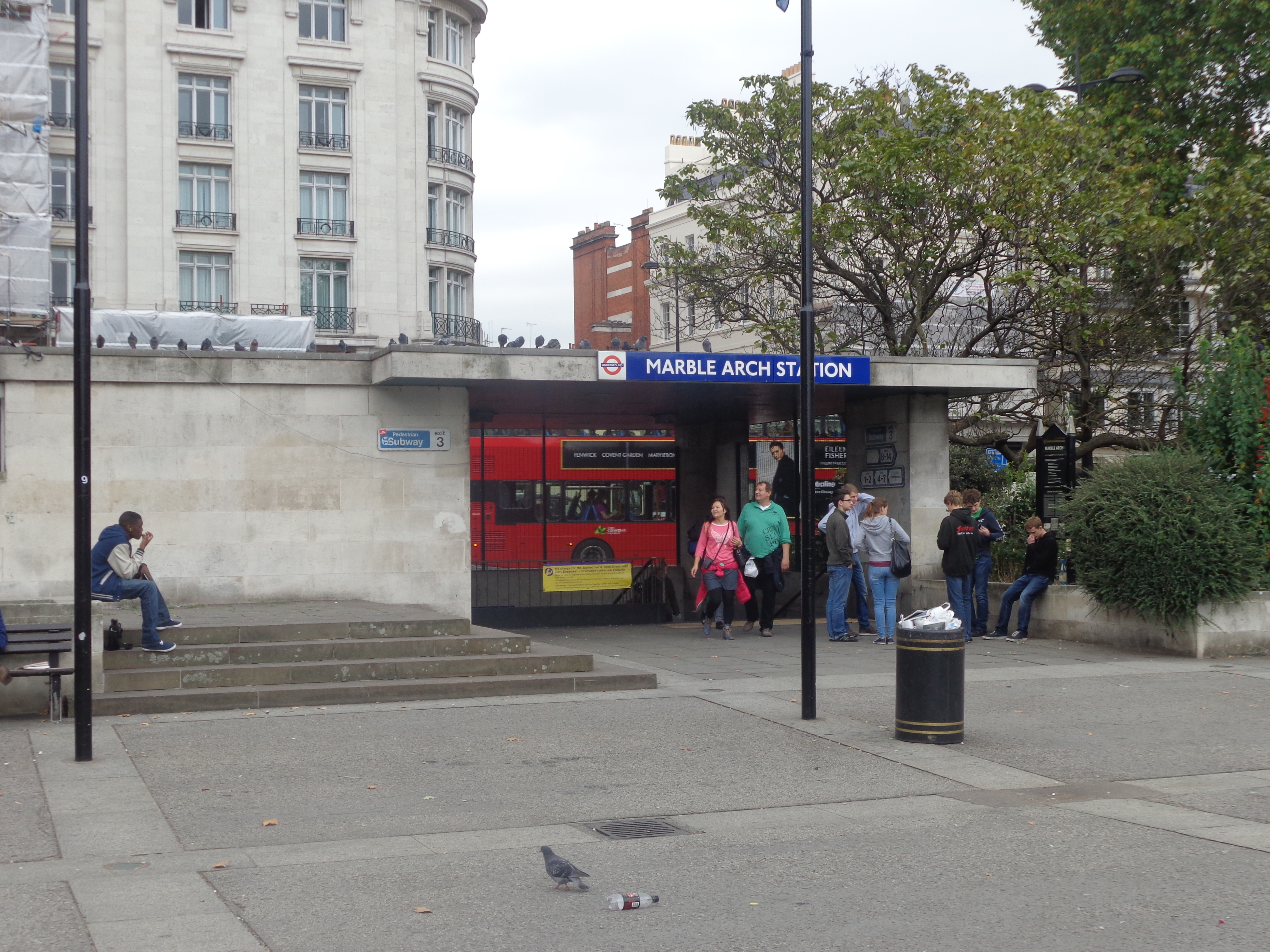
De ingang naast de Marble Arch
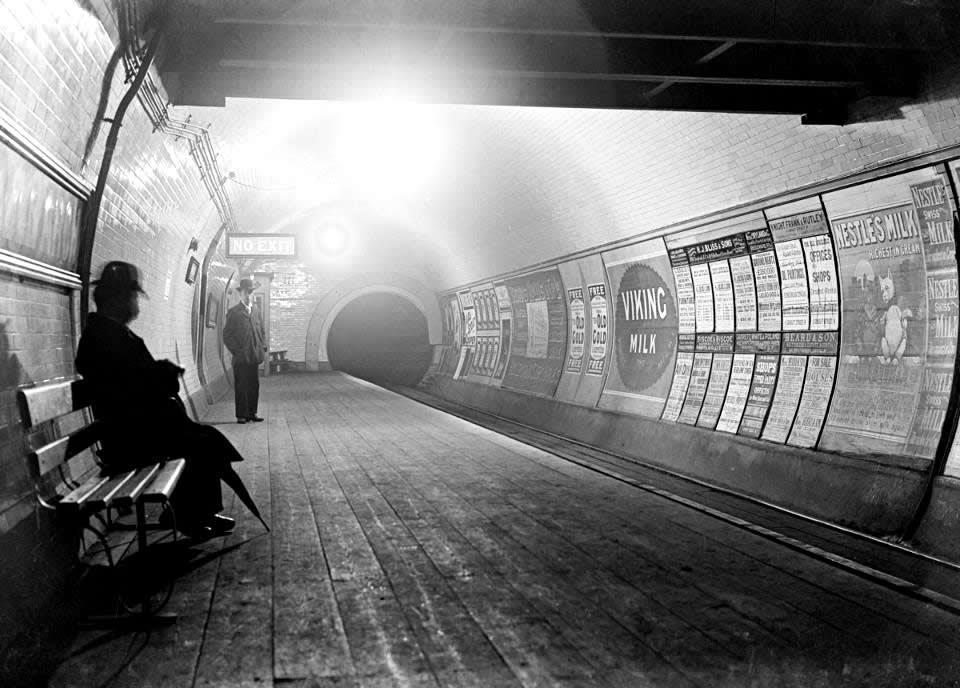
Het perron circa 1900.
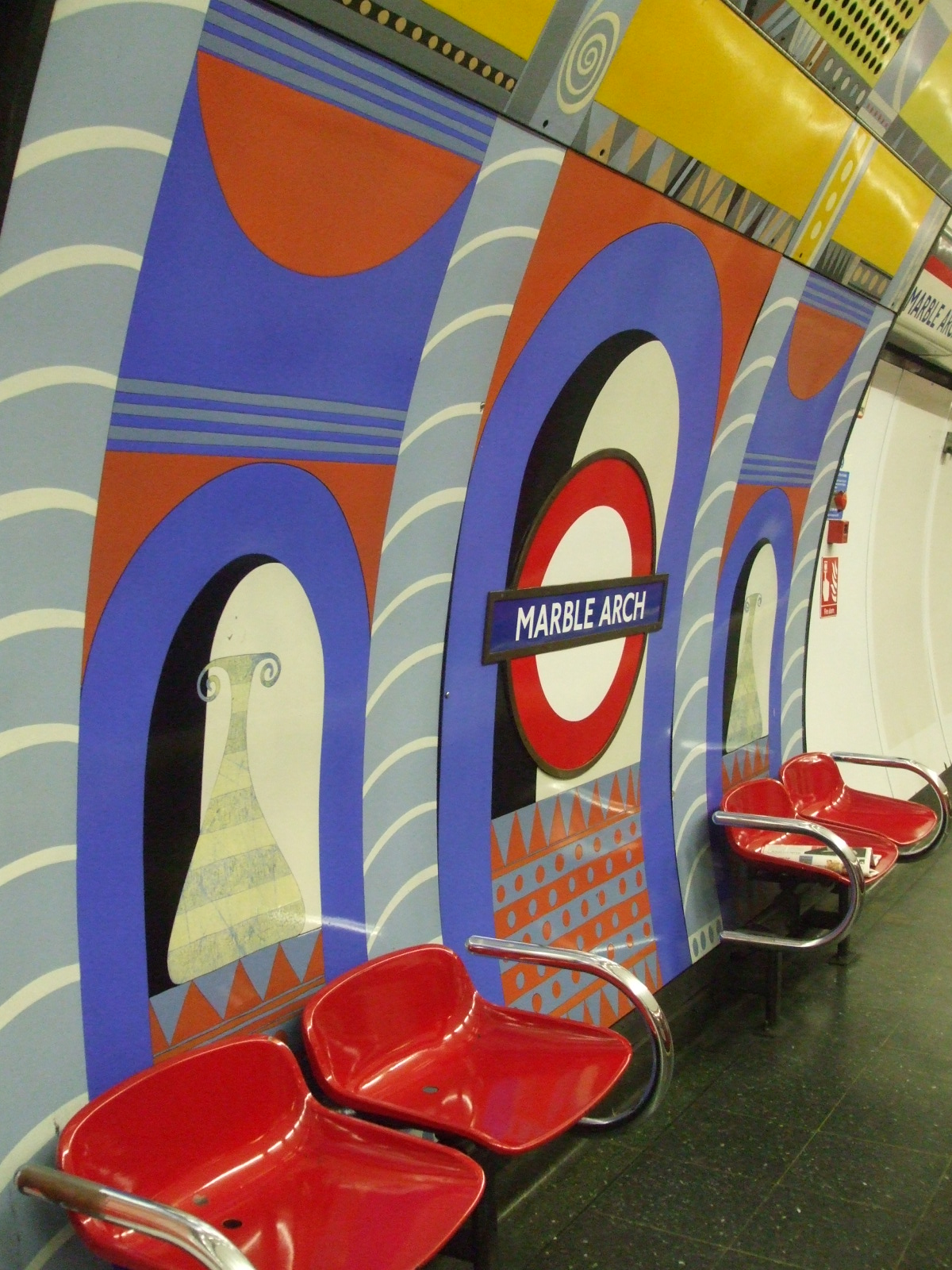
Een van de emaille panelen langs het perron.

## Ligging en inrichting
De ondergrondse verdeelhal ligt vrijwel naast de naamgevende Marble Arch, een triomfboog vlak bij Speakers' Corner, onder het kruispunt van Oxford Street en Park Lane. Aan de noordkant van de verdeelhal verbindt een trap de hal met de straat via een toegang in de gevel van de bebouwing aldaar. Aan de zuidkant van de verdeelhal voert een vaste trap naar Park Lane. Daarnaast loopt een voetgangerstunnel naar een overkapte ingang op het plein naast de Marble Arch.
Achter de toegangspoortjes ligt een roltrapgroep van 3 roltrappen die de verdeelhal verbindt met een dwarsgang vlak boven de perrons op 26 meter onder het maaiveld. Deze dwarsgang verbond voor de komst van de roltrappen de liften met de vaste trappen naar de perrons. Aanvankelijk waren er houten perrons en werden booglampen gebruikt voor de verlichting. Om de lichtopbrengst zo goed mogelijk te benutten bekleedde de CLR de perrontunnels met effen witte tegels. In 1985 werden de wanden langs de perrons opgesierd met emaille panelen van de hand van Annabel Grey. In 2010 is het station gemoderniseerd wat betekende dat veel plaatsen in het station een nieuwe afwerking kregen.Hierbij werd echter wel een groot deel van de emaille panelen behouden. 
Aan de westkant van de perrons ligt een keerspoor tussen de doorgaande sporen naar het westen. Metro's uit Epping, Hainault en Woodford kunnen hier keren al gebeurt dit zelden. Het spoor wordt echter niet opgebroken omdat hiermee de dienst op een deel van de lijn gehandhaafd kan worden in noodgevallen en tijdens werkzaamheden.

## Cultuur
- De aflevering The Mysterious Planet van de tv-serie Doctor Who speelt rond Marble Arch.
- "London Homesick Blues", een nummer uit 1974 van Gary P. Nunn, verwijst naar Marble Arch Station.

## Fotoarchief
- London Transport Museum Photographic Archive
  - De oorspronkelijk stationshal met liften in 1924
  - De vervangende ondergrondse hal in 1932